# ベーネ・ラーリオ
ベーネ・ラーリオ（伊: Bene Lario）は、イタリア共和国ロンバルディア州コモ県にある、人口約300人の基礎自治体（コムーネ）。

## 地理

### 位置・広がり
コモ県北西部、ヴァル・メナッジョに位置するコムーネ。ベッラージョから北西へ8km、県都コモから北北東へ25kmの距離にある。

#### 隣接コムーネ
隣接するコムーネは以下の通り。
- カルラッツォ
- グランドラ・エドゥニーティ
- ポルレッツァ
- トレメッツィーナ

### 地震分類
イタリアの地震リスク階級 (it) では、4 に分類される
。

## 行政

### 山岳部共同体
広域行政組織である山岳部共同体「ヴァッリ・デル・ラーリオ・エ・デル・チェレージオ山岳部共同体」 (it:Comunità montana Valli del Lario e del Ceresio) （事務所所在地: グラヴェドーナ・エドゥニーティ）を構成するコムーネの一つである。